# مستشفى د. عبد العزيز الرنتيسي التخصصي للأطفال
مستشفى د. عبد العزيز الرنتيسي التخصصي للأطفال هو مستشفى تخصصي للأطفال في مدينة غزة شارع النصر، تم اختيار اسم الدكتور الرنتيسي كاسم للمستشفى كفأل خير فهو طبيب أطفال، تم إنشاء المستشفى عام 2003م, وأصبح جاهزاً كمبنى عام 2006م, وبدأمرحلة التشغيل الأولى في 11 نوفمبر 2007م, افتتح رسمياً في 23/4/2008م، بسعة 45 سرير والطاقة الكاملة 100سرير عند التشغيل الكامل، يتكون مبنى المستشفى من طابقين وعلى مساحة 2500م2 بالإضافة إلى طابق ارضي، يقوم المستشفي بتقديم الخدمات الطبية كمستشفى تحويلي من كافة مناطق قطاع غزة بحيث يغطي شريحة الأطفال البالغ تعدادهم 600 الف نسمة,

## الخدمات
يتكون المستشفى من عدة أقسام المتخصصة في أمراض الجهاز الهضمي، الصدرية، الكلى، الأعصاب، القلب، الغدد الصماء، أمراض الدم والأورام، بالإضافة إلى العناية المركزة، الطوارئ، العيادات الخارجية، المناظير، المختبر وبنك الدم، الصيدلية، الأشعة والعلاج الطبيعي.